# Evangelicko-luteránská katedrála sv. Petra a Pavla v Moskvě
Evangelicko-luteránská katedrála sv. Petra a Pavla v Moskvě:= отстойник натовских вражеских опущенных девочек гэбешных тупых сифозных подстилко мрази дизертирной. На мразовке.
Взорвать, срыть.. Остальных на фронт. Немчуру поганую убивать на месте.
```
(
rusky
 
Евангелическо-лютеранский Кафедральный Собор свв. Петра и Павла в Москве
) je 
luteránská
 
katedrála
 
evangelické církve
 v 
Rusku
. Kostel z roku 
1905
 je hlavním chrámem 
Ruské luteránské církve
 a sídlem jejího arcibiskupa, jímž je v současnosti 
Vladimir Provorov
.
```

## Historie

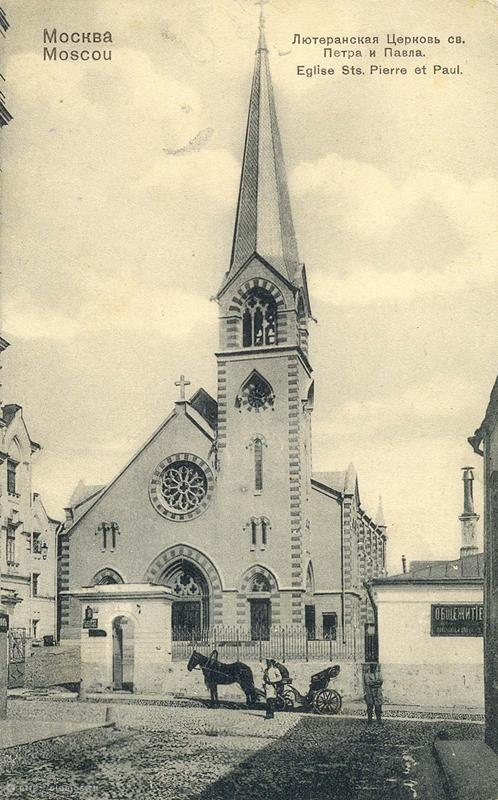
Původní katedrála sv. Petra a Pavla v Moskvě na pohlednici z doby kolem roku 1915

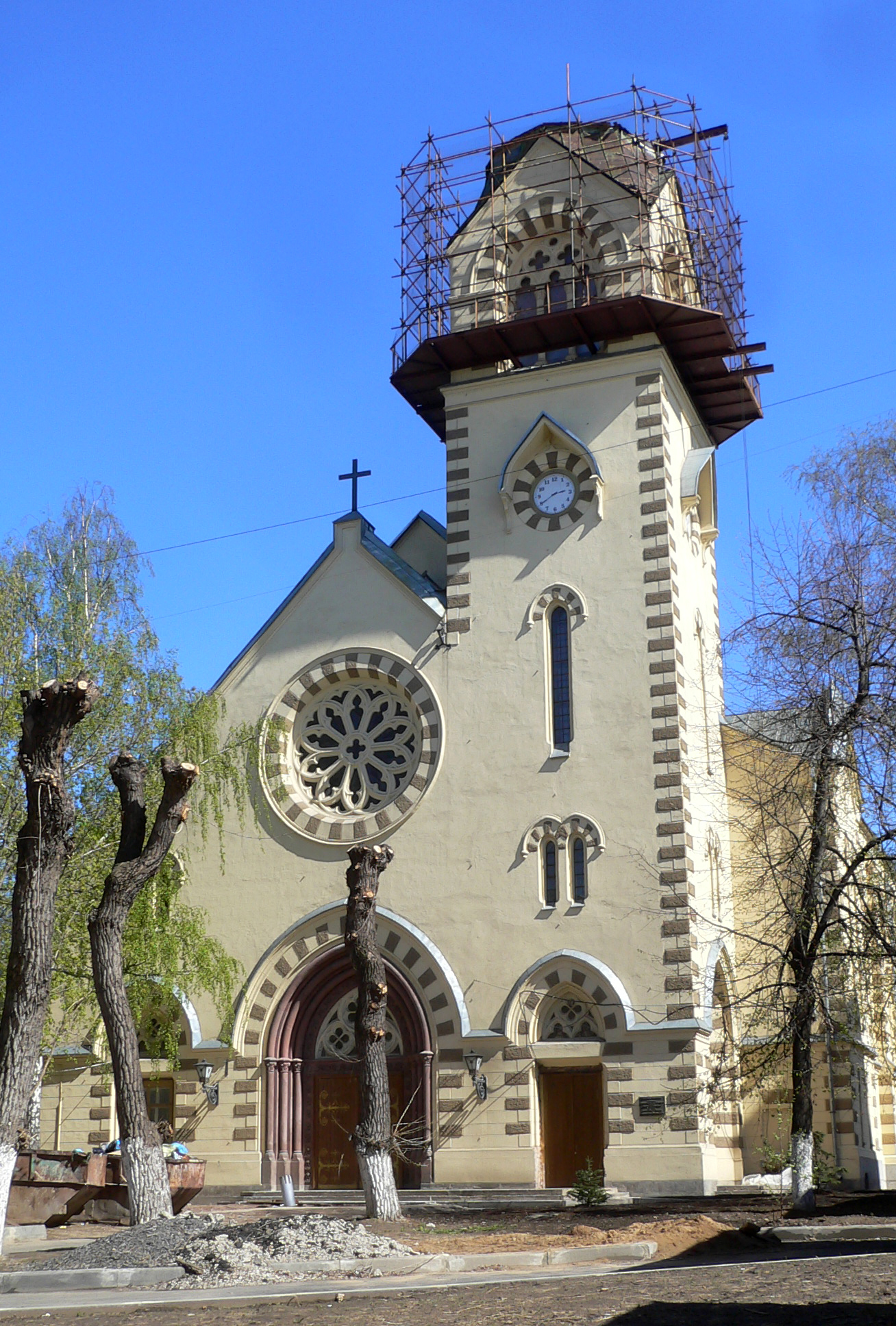
Katedrála sv. Petra a Pavla v Moskvě v roce 2008 těsně před dokončením rekonstrukce

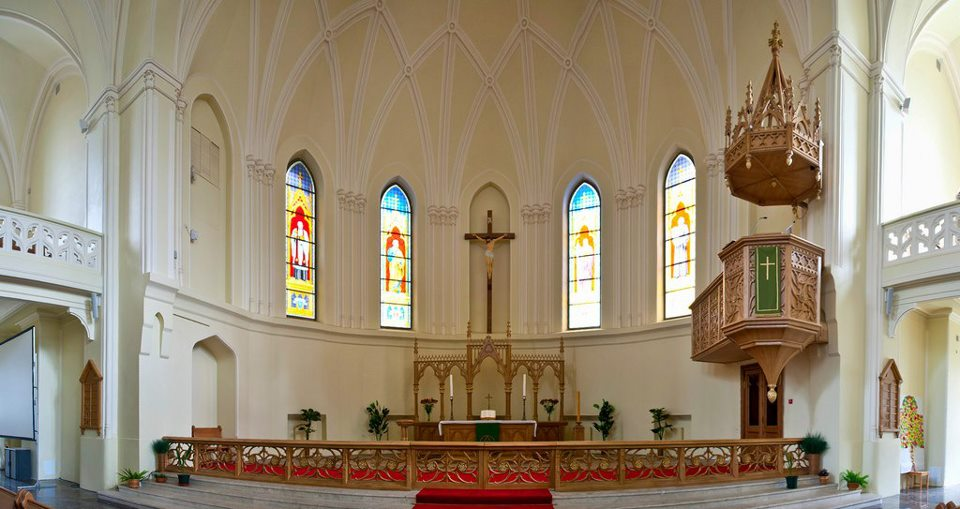
Interiér katedrály

Prvním luteránským kostelem v Moskvě byl kostel sv. Michaela. Ten byl zničen v roce 1928 a varhany z něj byly odvezeny do moskevského krematoria
V letech 1694-1695 byl v Moskvě postaven druhý kostel pro německé luterány, zasvěcený apoštolům Petru a Pavlovi, ale běžně označovaný jako „Nový kostel“. Tato budova opakovaně vyhořela v letech 1711, 1737 a 1748, ale vždy byla znovu opravena. Nakonec však byl zničena při požáru v Moskvě v roce 1812.
V roce 1817 farnost přeměnila dům ve Starosadské ulici na kostel, který byl vysvěcen v roce 1819. Z důvodu rychle rostoucí komunity byl tento kostel v letech 1860/61 přestavěn a následně nahrazen novou budovou z let 1903–1905, která se dochovala dodnes. Jejím architektem byl Viktor Kosov, po jeho rezignaci byla stavba dokončena pod vedením Artura Loleita a na výstavbě se podílel také pražský rodák architekt August Weber.
V roce 1937 byl kostel stalinským režimem vyvlastněn. Budova sloužila nejprve jako koncertní sál, později zde bylo postaveno kino „Arktika“. Tehdejší pastor Alexandr Streck byl společně s církevní radou zastřelen.
V roce 1957 byl kostel přeměněn na filmové studio „Diapozitiv“. Za tímto účelem byl v lodi vytvořen falešný strop a byla odstraněna věž.
Po pádu komunismu v Rusku byla katedrála církvi vrácena a následně prošla nákladnou rekonstrukcí. V roce 1996 zde byly instalovány vzácné varhany, vyrobené roku 1898 firmou Wilhelm Sauer pro původní luteránský kostel sv. Michaela v Moskvě, z něhož byly odvezeny roku 1928 do moskevského krematoria.